# Rewoljuzioner
Mit dem Filmdrama Rewoljuzioner (Революционер) reagierte der russische Regisseur Jewgeni Bauer 1917 auf die Oktoberrevolution.

## Handlung
1907 versteckt sich ein kommunistischer Revolutionär im Hause seines Bruders. Doch die zaristische Polizei ist darüber verständigt worden und holt ihn ab. Er verabschiedet sich von seinem kleinen Sohn. Die nächsten zehn Jahre verbringt er im sibirischen Straflager. Einer der Mitgefangenen erkrankt schwer und stirbt. Nach dem Sturz des Zaren kehrt der Revolutionär in seine Heimatstadt zurück. Eine Horde Studenten heißt ihn willkommen, und sein Sohn, mittlerweile ein uniformierter Rotarmist, weint vor Rührung. Doch zwischen Vater und Sohn besteht eine Meinungsverschiedenheit: Der Vater hält einen Sieg im Krieg für vordringlich, während sich der Sohn gemäß der Linie seiner Partei sich nicht am Krieg beteiligen möchte. Doch der Sohn besinnt sich und will doch in den Krieg ziehen. Er überzeugt seine Genossen, es ihm gleichzutun. Zuletzt besteigen Vater, Sohn und weitere Soldaten einen Güterwaggon Richtung Front.